# Ridge Forrester
Ridge Forrester è un personaggio della soap opera statunitense Beautiful, interpretato da Thorsten Kaye dal 2013. In precedenza il personaggio è stato interpretato da Ronn Moss dal 1987 al 2012, mentre nel 1992 fu temporaneamente interpretato da Lane Davies, in quanto Moss era impegnato con le riprese di una fiction in Italia. Il successo della serie e del personaggio hanno portato a identificare Moss, che ha interpretato Ridge per venticinque anni, con il personaggio stesso.

## Biografia del personaggio
Ridge è stato considerato per anni il figlio primogenito di Stephanie Douglas ed Eric Forrester, finché, nel 2001, si scopre che in realtà è figlio di Massimo Marone.
Ridge ha quindi sei fratellastri più piccoli: Thorne, Kristen, Felicia ed Angela Forrester da parte di madre, Nick e Diana Marone da parte di padre e altri due adottivi: Rick e Bridget. Ridge è il figlio favorito di Eric e specialmente di Stephanie, cosa che gli ha causato non pochi problemi coi fratelli e soprattutto con Thorne; decide di seguire le orme del padre Eric diventando stilista e spera un giorno di sostituirlo come capo della Forrester Creations.

### Il matrimonio con Caroline Spencer
Anche se fidanzato con la bella e pura Caroline Spencer, Ridge non disdegna la compagnia di giovani e avvenenti fanciulle e questo è la causa di tutti i suoi problemi. Infatti, il giorno delle nozze tra lui e Caroline viene rovinato dal padre della sposa, Bill Spencer, che rivela alla figlia che pochi giorni prima del matrimonio Ridge è stato a letto con Alex Simpson (e ha anche una foto come prova). Inizialmente Caroline sembra non voler rinunciare all'uomo che ama ma poco prima di arrivare al fianco di Ridge la ragazza ha un mancamento e sviene. Caroline viene portata all'ospedale e il matrimonio rimandato. Dopo essersi ripresa Caroline decide di rompere il fidanzamento con Ridge. Ciò nonostante Ridge continua ad amare Caroline e le scrive una lettera d'amore che però viene intercettata da Brooke e Thorne. Ridge, credendo che Caroline non lo ami più, si consola con la bella Brooke, mentre Caroline, che continua ad amare Ridge, sposa Thorne. Una notte Ridge, volendo fare uno scherzo a Caroline e sotto l'effetto dell'alcool, finisce a letto insieme a lei. Quando Thorne lo viene a sapere da una discussione tra Eric e Stephanie, depresso e sotto l'effetto di droghe spara a Ridge. Ridge rimane con Brooke che nel frattempo è rimasta incinta, ma la donna perde il bambino in seguito ad un litigio con Stephanie, e in seguito rompe il fidanzamento quando scopre che la lettera è stata intercettata. Così sposa Caroline, che ha divorziato da Thorne. Il matrimonio però dura molto poco visto che la donna si ammala di leucemia fulminante e muore tra le braccia di Ridge. Prima di morire Caroline chiede a Brooke e a Taylor, la sua psichiatra, di restare sempre vicino a Ridge.

### Il primo matrimonio con Taylor Hamilton
Dopo la morte della moglie, Ridge inizia a frequentare la dottoressa Taylor Hamilton anche se continua ad amare Brooke (attualmente sposata con Eric). È così che Ridge e Brooke, dopo la scoperta della formula Belief, passano una notte d'amore nel laboratorio della Forrester Creations, filmati da Stephanie. Quando Ridge scopre che il padre ha visto il filmato di lui e Brooke e ne ha sofferto molto, decide di lasciare Brooke e sposare Taylor. Ridge fa una bellissima sorpresa alla giovane Taylor: la raggiunge sulla romantica isola di St. Thomas e le organizza una caccia al tesoro che ha come premio un anello di fidanzamento. In seguito Brooke scopre di essere incinta, ma, prima di dirlo a Ridge, si sottopone ad un test di paternità per essere sicura che sia figlio di Ridge e non di Eric. Dal test, manipolato da Sheila Carter, risulta che Ridge è il padre della figlia di Brooke, così la donna si precipita per dirlo all'uomo che ama, ma lui ha già sposato Taylor. Nonostante creda di aspettare un figlio da Brooke, Ridge decide di restare con Taylor. Il matrimonio va a gonfie vele, anche se Taylor ha tradito Ridge con James Warwick. In seguito Taylor decide di partire per una conferenza psichiatrica in Egitto ma l'aereo precipita poco dopo lo scalo in Marocco: così Taylor viene data per morta e Ridge per vedovo.

### Il primo matrimonio (non valido) con Brooke Logan
Rimasto vedovo, Ridge si consola con Brooke. I due si sposano sulla spiaggia di Malibù e vanno in luna di miele in Marocco. Qui, senza che loro lo sappiano, si trova anche Taylor, che non è morta, ma è stata aggredita durante lo scalo e ha perso la memoria: ora vive nel castello del principe Omar. Vedendo come Ridge sia felice con Brooke, Taylor accetta di sposare il principe. Poco dopo, però, Ridge ha un incidente e perde momentaneamente la vista: mentre è in ospedale, riceve le cure di una infermiera molto affettuosa che altri non è che Taylor, che ha avuto il permesso dal principe di tornare a Los Angeles per assistere il padre malato. Ridge riacquista l'uso della vista e Taylor viene scoperta da Brooke, ma le promette che non si mostrerà a Ridge. Quando però Stephanie le rivela che Brooke non è poi così una buona moglie per Ridge, Taylor decide di mostrarsi all'uomo. Il matrimonio di Brooke e Ridge viene dichiarato non valido, in quanto Ridge è legalmente sposato con Taylor. Però, Ridge decide di lasciare Taylor e sposare Brooke. Poco dopo una lettera anonima avverte Ridge che Bridget non è sua figlia ed in effetti, dopo aver svolto un secondo test di paternità, si scopre che Bridget è figlia di Eric. Il rapporto tra Ridge e Brooke si incrina. Ridge si riavvicina a Taylor mentre Brooke si avvicina a Grant Chambers. In seguito però Ridge ci ripensa e vorrebbe sposare Brooke, ma, quando vede la donna baciare Grant, le cose cambiano. In realtà il bacio era solo un gesto d'amicizia che la donna aveva fatto dopo aver detto all'uomo che ama solo Ridge. Deciso a farla pagare alla donna, Ridge fa sfilare Taylor con l'abito da sposa e la chiede in moglie davanti ai fotografi. Taylor accetta. Qualche tempo dopo anche Brooke propone a Grant di sposarlo davanti a tutti durante una sfilata. Prima di sposarsi, Brooke scrive una lettera a Ridge in cui chiede all'uomo di impedire le nozze che si svolgeranno su una nave. Letta la lettera, Ridge lascia la sua festa di fidanzamento e arriva, con l'aiuto di Thorne che si è nel frattempo innamorato di Taylor, al molo ma arriva tardi e Brooke sposa Grant. Taylor, saputo del tentativo di Ridge, decide di non celebrare le nozze. Di lì a poco Rick, figlio di Eric e Brooke, spara all'odiato patrigno Grant, ma per salvare il piccolo dalla galera è Ridge a prendersene la colpa con la complicità di Grant, che vuole liberarsi di lui. Il giudice fortunatamente non lo condanna.

### Il secondo matrimonio con Brooke
Ridge si riavvicina a Brooke, quest'ultima ha scoperto che il matrimonio celebrato in nave non è valido e decide così di lasciare Grant, ma non è immune neanche al fascino di Taylor, con la quale passa una notte d'amore. Taylor rimane incinta, ma dice a Ridge che il bambino è di Thorne. Ridge e Brooke vanno in viaggio di lavoro a Como, dove Ridge chiede a Brooke di sposarlo e la donna accetta, nonostante lei sappia che il figlio che Taylor aspetta è di Ridge. Taylor decide di dire la verità a Ridge il giorno delle suo nozze con Brooke. Tuttavia le si rompono le acque mentre si sta recando con Thorne al matrimonio, e grazie al suo aiuto Taylor da alla luce Thomas.

### Il secondo matrimonio con Taylor
Quando Ridge scopre che Thomas è suo e non di Thorne e che Brooke lo sapeva, decide di lasciarla. Ridge sceglie di stare con Taylor, così divorzia da Brooke e sposa Taylor per la seconda volta. L'anno successivo, Taylor verrà baciata dal collega Pierce Peterson ma fortunatamente ciò non avrà conseguenze nel suo matrimonio, infatti i due avranno altre due figlie: le gemelle Stephanie 'Steffy' e Phoebe dopo una gravidanza a rischio, dato che Taylor si era ammalata di tubercolosi. Il matrimonio ha un momento di crisi quando Ridge, in combutta con Eric, tenta di sedurre Brooke per impedire che sposi Thorne, piano che fallisce. In seguito Ridge e Taylor decidono di rinnovare le loro promesse matrimoniali. Altri problemi li crea l'arrivo in città Morgan Dewitt, ex modella che in giovane età aveva abortito un figlio di Ridge. Con l'inganno Morgan convince Ridge che Taylor vuole che lui la metta incinta, ma non appena Taylor scopre il suo piano, litiga con la donna, che perde il bambino. In seguito Morgan rapisce la piccola Steffy e poi anche Taylor. È Ridge a salvare moglie e figlia. Massimo Marone, vecchio amico di Stephanie, torna nella vita di questa ma Ridge si oppone con fermezza a questo legame e durante un litigio si ferisce accidentalmente con una spada. Arrivato all'ospedale, ha bisogno di una trasfusione: così si scopre che Ridge non è figlio di Eric, ma di Massimo, con cui Stephanie aveva avuto una relazione in gioventù. Ridge tuttavia viene tenuto all'oscuro di tutto ciò. La vita della coppia riprende normalmente, finché Taylor viene ferita, apparentemente mortalmente, dalla psicopatica Sheila. Taylor viene data nuovamente per morta e Ridge è di nuovo vedovo.

### Il terzo e il quarto matrimonio (non validi) con Brooke
Rimasto vedovo, Ridge deve anche metabolizzare, oltre al lutto, la notizia di essere in realtà figlio di Massimo Marone. Ridge essendo sconvolto, si avvicina nuovamente a Brooke, la quale nel frattempo ha avuto una figlia da Deacon, marito della figlia Bridget, e ha sposato Whip Jones per nascondere il fatto per poi divorziare da lui. Ridge e Brooke si rimettono insieme e decidono di risposarsi. Tuttavia, il giorno delle nozze Brooke sente la figlia Bridget piangere alle sue spalle e, capendo che è innamorata di Ridge, interrompe le nozze e lascia Ridge sull'altare. Ridge e Bridget, però, riescono a convincere Brooke che tra loro non c'è nulla: così i due decidono di sposarsi a Puerto Vista. La cerimonia si svolge nella foresta, ma poco dopo Ridge viene rapito da Sheila. In suo aiuto corrono Brooke e Nick, arrivato in Brasile dopo la telefonata di Brooke: i due cercano di liberare Ridge, ma vengono rapiti anche loro e durante un ennesimo tentativo di fuga Ridge precipita in una fornace e viene dato per morto. Quella notte la presunta neovedova Brooke fa l'amore con Nick, ma il giorno dopo Ridge riappare vivo e Brooke decide di nascondergli il tradimento per iniziare la loro vita da sposati. In seguito Brooke scopre di essere incinta e, per la seconda volta, è costretta a fare il test di paternità. Il test, in realtà alterato grazie alla complicità di Sally Spectra, rivela che il figlio è di Nick, così Ridge concede il divorzio a Brooke, che vuole che suo figlio cresca col padre. Ma Ridge non riesce a rinunciare a Brooke e interrompe il matrimonio di Nick e Brooke con tanto di FBI, che arresta lo sposo. In seguito ad un secondo test di paternità, non alterato, il figlio di Brooke risulta essere di Ridge. Nick corre da Brooke per dirglielo e la trova che sta partorendo aiutata da Ridge: Nick dice loro la verità e i due chiamano il figlio R.J. In seguito Ridge e Brooke si risposano.

### Il ritorno di Taylor
Il quarto matrimonio tra Ridge e Brooke prosegue pacificamente per circa un anno, fino a quando non si scopre, tra lo shock generale di tutti, che Taylor è in realtà viva: infatti, è stata rapita e curata dal principe Omar, il quale poi l'ha tenuta prigioniera, ma Dante Damiano l'ha aiutata a fuggire. Non essendo dunque Ridge vedovo, il suo matrimonio con Brooke risulta non valido, così l’uomo si trova di nuovo a dover scegliere tra Brooke e Taylor. Ridge è molto indeciso sul da farsi ma a quel punto Stephanie, che è ritornata in accesso contrasto con Brooke e desidera ardentemente un ritorno di Ridge con Taylor, finge un infarto, corrompendo un medico dell'ospedale, e sul suo letto di presunta morte chiede a Ridge e Taylor di rinnovare i loro voti nuziali, così i due accettano. Ma neanche un mese dopo, durante la festa di matrimonio di Nick e Bridget, Brooke e Jackie Marone affrontano Stephanie (con la quale Brooke ha anche un nuovo scontro fisico) e le rivelano di possedere una registrazione che la incrimina: Stephanie si vede dunque costretta a rivelare il suo inganno davanti a tutta la famiglia. Questa reagisce molto duramente e le volta le spalle, con Eric che addirittura la lascia in tronco e le chiede il divorzio. Ridge e Taylor scoprono quindi di essere stati manovrati da Stephanie e Taylor dice a Ridge che, qualora lui voglia tornare da Brooke, lei lo capirà. Ridge, però, nonostante la forte rabbia per essere stato raggirato, decide di rimanere con lei e il matrimonio va avanti. Il rapporto con Taylor però entra sempre più in crisi e inoltre Taylor, qualche mese più tardi, decide anche di rivelare a Ridge di averlo tradito, moltissimi anni prima, con il collega e amico James Warwick, durante un terremoto a Big Bear, quando lei credeva che Ridge la volesse lasciare per Brooke; la donna gli confessa anche di alcuni recenti baci con il pompiere Hector Ramirez, innamorato di lei. A seguito di queste rivelazioni Ridge, tremendamente deluso, si allontana definitivamente da Taylor e i due divorziano. 

### I mancati matrimoni con Brooke e la relazione con Ashley Abbot
Ridge è a questo punto deciso a tornare da Brooke. Tuttavia la donna ha recentemente sposato Eric a Las Vegas, ma solo per mostrare alla figlia che è fermamente intenzionata a rispettare il suo matrimonio con Nick, che prova qualcosa per Brooke e lei lo ricambia. Il matrimonio-farsa tra Brooke ed Eric dura comunque pochissimo, anche perché Bridget lascia Nick dicendo di volerlo lasciar libero di stare con Brooke se è quello che vuole. Ridge chiede a Brooke di sposarlo e la donna accetta felicemente, ma le nozze vengono interrotte da Nick, che si dichiara a Brooke e le dice di non fidarsi di Ridge. La donna, innamorata di entrambi, è indecisa su cosa fare, e rinvia le nozze. Un paio di mesi dopo, nonostante il forte amore per Ridge, Brooke alla fine lo lascia per Nick, in quanto non più disposta a sopportare l’ostruzionismo di Stephanie. Ridge affronta Stephanie e la accusa di avergli impedito in ogni modo di stare con la donna che ama, ma mentre discute con sua madre viene colto da un infarto. Stephanie, al capezzale dell’amato figlio, si rende finalmente conto di quanto sia forte l’amore di Ridge e Brooke e così la matriarca, con un repentino cambio di atteggiamento, inizia a cercare con ogni mezzo di farli tornare insieme, ma senza riuscirci perché Brooke (che stenta a credere che l’odiata ex-suocera l’abbia improvvisamente accettata e rivalutata), dopo che Ridge guarisce completamente, sposa comunque Nick. Nel frattempo Ridge ha un flirt con la sorella di Brooke, Donna, ma la cosa non evolve perché lui è sempre innamorato di Brooke. Il matrimonio tra quest’ultima e Nick poi, dopo soli tre mesi, naufraga miseramente in quanto i sentimenti di Brooke per Ridge non svaniscono e Nick, ferito da ciò, arriva a tradire Brooke con Bridget. Ridge e Brooke tornano finalmente insieme, per la prima volta appoggiati anche da Stephanie, che si dice disposta ad accettare la donna se è solo lei che può rendere felice Ridge. Ma l’idillio è davvero fugace, in quanto qualche mese dopo Ridge e Brooke, in procinto di sposarsi nuovamente, si trovano a dover affrontare la relazione tra Rick, figlio di Brooke, e la neo-maggiorenne Phoebe, figlia di Ridge e Taylor: Ridge è totalmente ostile a questa relazione, mentre Brooke non si oppone. Stephanie è tenacemente d'accordo con Ridge e tra lei e Brooke, per questo ed altri motivi, torna nuovamente un forte contrasto. Ridge arriva ad aggredire Rick dopo averlo sorpreso con sua figlia, e così Brooke lo lascia ancora una volta, annullando l’imminente matrimonio. Dopo questa nuova rottura con Brooke, Ridge intrattiene una relazione con Ashley Abbott, una professionista della sua età neo-assunta alla Forrester Creations: le cose tra loro sembrano procedere a gonfie vele, tant’è che l’uomo le fa dopo pochi mesi una proposta di matrimonio, che Ashley accetta. Nel frattempo i rapporti con Brooke continuano a peggiorare e Ridge, spinto in realtà soprattutto da Stephanie, ingaggia una battaglia legale per ottenere l’affidamento esclusivo dei piccoli Hope e R.J. in quanto Brooke non sarebbe sufficientemente responsabile e giudiziosa per occuparsi di loro a tempo pieno. 

### Il quinto matrimonio (non valido) con Brooke
La situazione tra Ridge ed Ashley si ribalta quando l’uomo scopre che Brooke è stata brutalmente violentata in casa sua e che il crimine vede coinvolta, seppur indirettamente e involontariamente, anche Stephanie. Questa tragedia riaccende in un attimo il suo forte sentimento per la Logan e così Ridge lascia Ashley a un passo dalle nozze e lui e Brooke decidono di dare un'altra possibilità alla loro relazione, nonostante la vecchia tensione tra Ridge e Rick per via del suo rapporto con Phoebe. Le cose migliorano quando la relazione tra i due ragazzi finisce. Ridge chiede a Brooke di sposarlo, ma la sera del fidanzamento una terribile tragedia colpisce Ridge. Rick e Phoebe hanno un terribile incidente d'auto, in seguito al quale Phoebe muore tra le braccia del padre. Dopo quasi un anno, Ridge si riprende totalmente dal dolore per la figlia morta e lui e Brooke si sposano da soli sulla spiaggia di Malibù, dove si erano sposati 15 anni prima. Ma, a causa di un errore di trascrizione nei documenti da parte di Pam, il loro matrimonio non è valido. Ridge decide di non sposare più Brooke, a causa del sostegno che la donna dà alla relazione tra suo figlio Rick e Steffy.

### Il matrimonio mancato con Taylor e il sesto matrimonio con Brooke
Ridge inizia ad abusare di psicofarmaci che ruba a Taylor e finisce a letto con lei. L'uomo, allora, si riavvicina a Taylor con l'iniziale benestare di Brooke che però, poi, ci ripensa quando è ormai troppo tardi; infatti tutti gli sms di Brooke vengono intercettati da Steffy. Ridge chiede a Taylor di sposarlo e lei accetta. La cerimonia si sta celebrando nella casa sulla spiaggia, quando Brooke arriva a cavallo ad interrompere la cerimonia. Ridge non sa che fare, così Taylor prende questa sua indecisione come segno che tra i due non può funzionare. Tuttavia Ridge decide, almeno per il momento, di rimanere con Taylor. Questo almeno fino a quando Ridge, scoperto che Brooke sta per trasferirsi a Parigi, le chiede di non lasciarlo. Nel giro di poche ore Ridge e Brooke si recano in municipio e si sposano legalmente, senza nessuna cerimonia. Tra Brooke e Ridge sembra ormai regnare la pace ma l'imprevisto è dietro l'angolo. Viene organizzata la festa di diploma di Hope: si prevede che tutti indossino una maschera e Hope convince la madre a vestirsi come lei, come anche Oliver, fidanzato di Hope, decide di vestirsi come Ridge. Durante la serata, Marcus dà a Brooke la collana di Hope che la giovane ha perso poco prima. Non avendo le tasche Brooke indossa la collana, così quando Oliver la vede la scambia per Hope. Oliver inizia ad abbracciare quella che crede Hope e Brooke quello che crede Ridge. Poi Brooke sussurra all'orecchio di Oliver/Ridge la frase "sono pronta!", frase che Hope aveva detto ad Oliver che avrebbe detto quando sarebbe stata pronta per stare con lui. Così i due hanno un rapporto sessuale sul terrazzo, al muro, senza mai togliersi la maschera, mentre la musica suona "Pose". Oliver scopre ben presto l'equivoco e pochi giorni dopo se ne rende conto anche Brooke, che ne parla con lui. I due decidono di mantenere il segreto, ma Steffy Forrester scopre la cosa e ricatta Brooke: se non vuole che la cosa si sappia, dovrà lasciare la Forrester Creations e mandare Hope a Boston. Inizialmente Brooke accetta, ma poi decide di confessare tutto a Ridge, che la perdona. Ridge chiede a Steffy di non dire a nessuno dello scandalo e di fare un video tributo per Brooke. Steffy accetta, ma il video viene manipolato da Justin Barber e Liam Spencer, i quali hanno registrato il discorso tra Steffy e Ridge e durante la conferenza scoppia lo scandalo. Hope scopre tutto, decide di non avere più nulla a che fare con Brooke e si rifugia dalla sorellastra Bridget. Naturalmente Stephanie coglie l'occasione per sminuire Brooke, convincendo Hope che ha una madre scandalosa, che sapeva benissimo di aver fatto sesso con Oliver e non con Ridge; la convince inoltre a trasferirsi nella dépendance, vietando a Brooke di farle visita. Passano le settimane e Hope riesce a perdonare la madre e a tornare a vivere con lei, grazie all'aiuto di Ridge.

### Il ritorno con Taylor
Brooke Logan e Thomas Forrester creano la linea uomo Taboo, con l'approvazione di Ridge, che ben presto scopre che il figlio ha un'attrazione per sua moglie e che, durante un viaggio di lavoro, mentre Brooke dormiva, l'ha baciata. Ridge perdona nuovamente Brooke, ma decide di cancellare la linea Taboo. Thomas, però, si oppone e, durante una conferenza stampa, annuncia che Taboo sarà anche una linea donna. Ridge e Taylor sono sorpresi dal comportamento del figlio e quest'ultima se la prende solo con Brooke e le dice di stare lontana da suo figlio. Brooke e Thomas, mentre sono in volo per presentare la Taboo Line anche fuori da Los Angeles, vengono coinvolti in un incidente aereo e vengono dati per dispersi. Sull'isola Brooke e Thomas mangiano delle bacche, ma non sanno che hanno effetti allucinogeni. I due, sotto l'effetto delle bacche, temono di aver fatto sesso. Brooke vorrebbe confessare a Ridge i suoi dubbi, ma Thomas glielo impedisce perché nessuno dei due riesce a ricordare com'è andata. Alla fine, però, Brooke confessa tutto al marito, specificando che lei è convinta che non sia successo nulla di peccaminoso, ma sarà Thomas a confessare a Ridge di aver fatto l'amore con Brooke sull'isola. Thomas in realtà ha fatto un patto con la nonna Stephanie, la quale gli ha promesso il suo 25% delle quote dell'azienda, alla condizione di dire a Ridge di aver fatto sesso con Brooke sull'isola, anche se in realtà non è mai accaduto. Lo scopo di Stephanie è sempre lo stesso: far tornare Ridge con Taylor. Quest'ultima, dopo aver mangiato involontariamente delle bacche, ricorda i momenti a St. Thomas vissuti con Ridge, chiude il suo matrimonio con Whip Jones ed accusa addirittura Brooke di aver stuprato Thomas. Ridge divorzia da Brooke, incapace di perdonarla per quello che ha fatto. Brooke però è convinta che tra lei e Thomas non sia successo nulla, quindi la donna entra in terapia con James Warwick per ricordare ciò che è avvenuto sull'isola e, grazie all'aiuto dello psicologo, capisce che Thomas sta mentendo. Ridge, intanto, deluso dalla situazione, si riavvicina a Taylor e le chiede di sposarlo. Il giorno del matrimonio, però Stephanie e Thomas hanno dei forti sensi di colpa e, spinti dalla loro amica Dayzee, non riescono a mantenere il segreto e confessano a Ridge e Taylor la verità su ciò che è accaduto sull'isola, ovvero che Brooke e Thomas non hanno fatto l'amore. Il matrimonio viene interrotto: Ridge, sconvolto, lascia nuovamente Taylor, la quale interrompe bruscamente la sua amicizia con Stephanie, e torna da Brooke. Così facendo Ridge delude Steffy, che desiderava rimettere insieme la sua vera famiglia.

### Il settimo matrimonio (non valido) con Brooke
Brooke è felice di riavere accanto l'amore della sua vita, ma è delusa da Thomas e Stephanie. Dopo un po' perdona entrambi, ma decide di non lavorare più con Thomas e così la Taboo Line viene cancellata. La relazione tra Brooke e Ridge procede bene, ma i problemi arrivano quando Hope e Steffy si schierano una contro l'altra per amore di Liam. La rivalità tra le rispettive figlie causa discussioni tra Brooke, che sostiene Hope, e Ridge, che sostiene Steffy: così il rapporto tra i due entra in crisi. Per evitare di rovinare nuovamente il loro amore, decidono di non farsi influenzare dai problemi che scorrono tra Hope, Liam e Steffy, anche se sia per Brooke sia per Ridge risulta difficile non impicciarsi nelle vite sentimentali delle figlie. Quando i due partono per l'Italia, precisamente in Puglia, per il matrimonio di Hope e Liam, Ridge chiede a Brooke di sposarlo per l'ennesima volta e lei accetta. Dopo pochi mesi, i due convolano a nozze a casa di Eric e Stephanie e quest'ultima accetta finalmente la loro storia. Dopo le nozze, i due partono per la luna di miele, ma questa costituirà solo l'alba dei loro problemi: Ridge infatti trova degli sms fra Brooke e Deacon e, quando le chiede spiegazioni, lei ne nega l'esistenza, ma così facendo gli mente spudoratamente per l'ennesima volta, dopo avergli promesso che non l'avrebbe mai più fatto. Così l'uomo, stanco dei segreti della moglie, decide di non tornare a Los Angeles e nomina Thomas amministratore delegato temporaneo della Forrester Creations. Inoltre il matrimonio con Brooke risulta non valido, perché non avevano ancora completato i documenti che lo avrebbero legalizzato. Ridge così va a trovare R.J. a scuola e si trasferisce a Parigi in una villetta, dove lo andrà a trovare la figlia Steffy. Quando Stephanie scopre che il cancro è ritornato ed organizza una festa d'addio assieme alle persone a lei più care, convince Ridge a non parteciparvi, perché sa che il figlio soffrirebbe moltissimo a vederla in quello stato.

### Il ritorno a Los Angeles e il matrimonio mancato con Brooke
Ridge torna inaspettatamente a Los Angeles un anno dopo la morte della madre e la vita di Brooke viene nuovamente scombussolata. Brooke è felice di rivederlo e lui ammette di essere tornato perché vuole ricostruire la loro famiglia insieme. Entrambi si amano ancora, ma Brooke gli confessa della relazione avuta con Bill e così Ridge si allontana da lei, sconvolto per come Brooke e Bill abbiano tradito Katie. Brooke però è determinata a riconquistare l'amore della sua vita, ma viene ostacolata da Bill che ritiene essere lui l'uomo giusto per lei. Brooke respinge Bill perché rivuole Ridge che, nel frattempo, si avvicina a Katie. Ridge si trova combattuto tra l'amore per Brooke e i nuovi sentimenti per Katie, ma quest'ultima gli dice di non voler fare ciò che Brooke ha fatto a lei e lo sprona a tornare con la sorella. Ridge quindi chiede a Brooke di sposarlo e lei, ignara di tutto, accetta. Tuttavia, il matrimonio tra i due verrà interrotto proprio da Katie, la quale, innamorata di Ridge, finge di avere un infarto. Non appena viene condotta all'ospedale, Katie e Ridge hanno un confronto, nel quale la prima gli confessa i suoi sentimenti per lui, e di aver finto l'infarto proprio per impedire che lui e Brooke si sposino nuovamente. Nel corso del tempo, anche Ridge scopre di nutrire sentimenti per l'ex cognata e, per non mentire a Brooke, la lascia.

### La relazione con Katie Logan
Ridge e Katie iniziano una relazione, nonostante Brooke stenti a credere agli ultimi eventi. In seguito Ridge esprime il suo desiderio al padre Eric di riprendere il comando della Forrester Creations. Eric, però, non è d'accordo di sostituire Rick con Ridge: infatti il primo ha fatto un ottimo lavoro come presidente, ma allo stesso tempo l'uomo non vuole deludere il suo figlio prediletto: inizia così una rivalità fra Ridge, intento a riassumere il comando della Forrester, e Brooke, che non vuole che Rick venga licenziato per colpa di Ridge. Questi elementi portano Eric a far mantenere la carica di presidente a Rick, in quanto l'uomo viene messo in guardia da Brooke, che gli ha ricordato che in passato Ridge lo ha scalzato dal potere. Tuttavia, Eric, per fare riavvicinare Ridge a Brooke, nomina i due vicepresidenti. Ridge, grazie alla sua nuova carica, vuole favorire il servizio fotografico di Parigi e licenziare Oliver Jones, ma Eric non glielo permette in quanto secondo lui Oliver è un ragazzo onesto che lavora alla Forrester molto bene da anni e che ama il suo lavoro. Successivamente Eric propone a Ridge di diventare co-amministratore delegato della Forrester Creations, a patto di lasciare Katie per Brooke, ma Ridge non accetta. Nel frattempo, Brooke e Bill decidono di convolare a nozze negli Emirati Arabi Uniti, ma la cerimonia viene interrotta da Ridge, che non accetta la loro relazione e ha scoperto che Bill, tempo prima, aveva avuto un momento di passione con Quinn. Brooke viene così trascinata su un elicottero da Ridge, il quale però cade in mare su ordine di Bill, essendo Justin il pilota. Ridge viene dato per disperso e Brooke, Bill, Katie, Thorne ed Eric lo cercano. Una volta trovato, si scopre che Ridge ha avuto un'amnesia e non ricorda nulla dell'incidente. Passata la tragedia, Brooke accetta di sposare Bill a Catalina, ma il giorno delle nozze Ridge, con l'aiuto di Katie, recupera la memoria sull'incidente e così Bill ammette la sua colpevolezza. Dopo l'incidente di Dubai, Ridge non è più in grado di disegnare e si confida solo con Katie: è preoccupato che Rick, venendo a conoscenza dell'accaduto, possa usare la situazione a favore per estrometterlo dalla azienda. Caroline, nipote della sua prima omonima moglie, scopre la cosa e decide di aiutarlo, nascondendo la verità al marito Rick: la donna trasforma in disegno le idee di Ridge. In seguito la collaborazione professionale si trasforma in qualcosa di più profondo e i due si scambiano alcuni baci. Ridge racconta tutto a Katie, dicendole che lo ha fatto solo per ottenere il supporto di Caroline nella decisione di Eric per chi sarà il prossimo amministratore delegato della Forrester. Katie, nonostante si senta tradita da Ridge, cerca di far funzionare le cose con lui, ma non riesce a superare ciò ché è successo: così decide di porre fine amichevolmente al fidanzamento, ringraziando comunque Ridge perché le è stato al fianco nel momento più difficile, ma ora è più forte e può andare avanti da sola. In seguito Eric decide di nominare il suo successore come amministratore delegato: inizialmente sembra scegliere Ridge, ma la scoperta della relazione fra Ridge e Caroline lo porta a cambiare idea, nominando nuovo amministratore delegato Rick, che approfitta della sua nuova posizione di comando per vendicarsi di Ridge. Successivamente Ridge, unendo le proprie quote azionarie a quelle di Steffy, di Thomas e di Bill Spencer, riesce a scavalcare Rick ed Eric, divenendo il nuovo amministratore delegato e nominando rispettivamente Steffy e Liam presidente e vicepresidente.

### Il matrimonio con Caroline Spencer Jr.
La storia tra Ridge e Caroline procede a gonfie vele sino a quando suo figlio Thomas, desideroso di riconquistare la sua ex fiamma, inizia a corteggiare Caroline. Ridge nel frattempo scopre di non riuscire a donare alla fidanzata un figlio a causa della vasectomia che ha fatto a Parigi, così l'uomo lascia la ragazza, che, affranta, finisce a letto con Thomas mentre è sotto ansiolitici. Solo il giorno dopo lei si renderà conto di quello che è capitato, essendo quasi completamente incosciente durante il rapporto con Thomas. Il giorno dopo Ridge va da Caroline per riconciliarsi con lei e le promette che, se vuole avere un bambino con lui, lo avrà (infatti si sottopone a un intervento per annullare la vasectomia, che però non riesce) e le chiede di sposarlo. La giovane Spencer accetta felice ma non ha rivelato a Ridge quanto successo la notte precedente. Caroline, in seguito, scopre di essere incinta e lo dice a Ridge, rivelandogli anche di avere trascorso una notte con Thomas e quindi c'è possibilità che il bambino sia suo. Allora Ridge la informa di essersi sottoposto ad una vasectomia a Parigi e così non può essere il padre del bambino, che quindi è Thomas. Nonostante tutto, Ridge decide di non rivelare nulla a Thomas sulla gravidanza della moglie e di crescere il figlio che ha in grembo Caroline come se fosse suo. Tuttavia, Brooke che sa che Ridge non può avere figli e inizia a fargli delle domande, spinta anche dai dubbi di Rick, ma il Forrester non demorde, sostenendo la reversibilità dell'operazione. Così si arriva al momento della gravidanza: il parto avviene nella formula in acqua, in casa Forrester; una volta nato, Caroline e Ridge decidono di chiamare il bambino Douglas, in onore della nonna defunta Stephanie. Successivamente il dottor Wolin, ex urologo di Ridge radiato dall'albo, venuto a conoscenza della nascita di Douglas e sapendo che il Forrester non può avere più figli, decide di affrontarlo, dopo che ha pranzato con Caroline al ristorante "Il giardino". I due litigano e il tutto viene osservato da Katie, a pranzo anche lei con suo marito Bill, e, dopo che Ridge se n'è andato, decide di parlare con Wolin, cercando di capire le sue intenzioni, e il dottore le rivela che Douglas non può essere figlio di Ridge. Qualche ora dopo Wolin contatta Ridge, chiedendogli di vedersi poco fuori dal ristorante e, giunto nel luogo, chiede al Forrester centomila dollari entro ventiquattro ore in cambio del suo silenzio. Ridge minaccia di denunciarlo e se ne va, ma subito dopo il dottore viene investito da un camion mentre sta attraversando la strada, sotto gli occhi esterrefatti di Ridge, e muore. Saputo della morte di Wolin, Caroline teme che qualcuno possa risalire a lei e Ridge e vorrebbe rivelare che Thomas è il vero padre di Douglas, ma Ridge la dissuade. Qualche giorno dopo, Katie chiede spiegazioni a Ridge riguardo alla sua discussione con Wolin, che le ha detto che il Forrester ha un grosso segreto da nascondere, cioè che Douglas non può essere suo figlio per la vasectomia, ma lui sostiene che quel medico era un incompetente, essendo stato radiato dall'albo. Dopo varie insistenze, Katie riesce a far ammettere al Forrester di non essere il padre naturale di Douglas e dice alla donna che il suo vero padre è un donatore anonimo. Ma Caroline si lascia sfuggire la verità con sua zia Katie che scopre così che Thomas è il padre di Douglas. La Logan impone a Ridge di confessare a Thomas la verità: il giovane ne rimane sconvolto, ma vuole rivendicare la paternità e per questo porta Douglas di nascosto nello chalet di sua proprietà; tuttavia, Caroline lo convince a mantenere il segreto, perché lei vuole crescere il bambino con Ridge. Poco tempo dopo, Bill sente parlare Katie e Thomas di un segreto e chiede alla moglie di rivelarglielo: scopre così che Douglas è figlio di Thomas, ma Katie gli fa promettere di non parlarne con nessuno. Tuttavia, quando più tardi Brooke racconta a Bill che Rick vuole partire per allontanarsi da Ridge, allo Spencer sfugge il segreto. Dopo che lo Spencer ne ha parlato con Ridge, il Forrester ottiene il suo silenzio in cambio del coinvolgimento di Rick in alcune decisioni societarie. Ma Caroline parla con Ridge del fatto che sia giusto nei confronti di Thomas che il mondo sappia chi è il vero padre di Douglas; Ridge acconsente e la notizia viene rivelata, ma egli viene sollevato dall'incarico di amministratore delegato a causa dello scandalo da Eric, che ne prende il posto. Successivamente, Ridge si rende conto dei sentimenti che Caroline prova nei confronti di Thomas e decide di chiederle il divorzio per dare una possibilità ai due di crescere insieme il bambino.

### La rivalità con Quinn Fuller
Ridge accetta che Eric ha preso il suo posto, tuttavia è molto preoccupato per il fatto che il padre è ormai solo da anni. Quando scopre da Steffy che Eric e Quinn hanno una relazione rimane sconvolto. Ridge che è adirato con Quinn per il male fatto a Steffy e che crede che Quinn si stia approfittando del patriarca non vuole assolutamente che Eric e Quinn guidino insieme la Forrester Creations ed oltre tutto non vuole che abbiano una relazione. Invano insieme a Pam, Rick, Thomas e Steffy convince Eric di come Quinn possa essere pericolosa. Non essendo riuscito a far ciò decide di estromettere Eric e Quinn dalla Forrester. In suo aiuto viene Bill Spencer. Infatti Bill ha chiesto a Brooke di sposarlo e di prometterle come regalo di nozze il famoso 12,5%, che Brooke accetta di vendere a Ridge di modo che egli possa raggiungere la maggioranza delle azioni. Ridge però inizia ad essere titubante dinnanzi al fatto che Brooke sposi Bill, infatti nel tempo passato insieme capisce di amare ancora molto la sua Logan. In seguito al ritorno a casa di R.J., il quale desidera vedere uniti i genitori e detesta il fatto che Bill sposi la madre, Brooke rimanda le nozze con Bill e Ridge non riceve così le azioni. Intanto, Eric e Quinn, fidanzatisi ufficialmente, annunciano il loro matrimonio. Ma Ridge e Steffy, sempre più decisi a mandar fuori Quinn dalla famiglia e dalla Forrester, decidono di boicottare il matrimonio non presentandosi e così fanno anche Pam, Thorne, Felicia, Rick, Maya, Thomas, Zende e Wyatt. Tuttavia Eric e Quinn si sposano. Il giorno dopo, Eric, deluso, si presenta alla Forrester e dopo un'accesa discussione, Eric viene colpito da un'emorragia cerebrale. Ridge e Steffy sono furiosi con Quinn, e più che mai la vogliono via dalle loro vite. Carter intanto fa sapere a Ridge che Eric gli aveva fatto redigere una procura nella quale il nome del beneficiario, dapprima Ridge, era stato modificato da Eric in quello di Quinn. Ridge decide d'accordo con Steffy e Carter di far credere ai parenti che è in realtà lui a figurare nella procura. In tal modo, butta fuori Quinn, che non è ancora legalmente sposata con Eric, da casa Forrester. Wyatt però scopre da Steffy l'inganno ed è deciso a rivelare tutto alla madre, la quale assumerà il controllo della Forrester Creations.

### Il ritorno con Brooke e il coinvolgimento con Quinn
In questo tempo, Ridge ha capito di essere ancora veramente innamorato della sua Logan e si rivela sempre più contrario al fatto che ella sposi Bill. Ridge non sa che fare e tuttavia mancano poche ore al matrimonio tra Brooke e Bill. Interviene R.J. che consiglia al padre di bloccare il matrimonio, Ridge allora si presenta da Brooke mentre ella si sta preparando e le dice che la ama e che ciò che gli interessa è lei e non le azioni della Forrester. Bill si reca da Brooke, sospettoso dell'attesa, e vedendola con Ridge si arrabbia, tuttavia quest'ultimo se ne va quando Brooke dice lui che ama solo Bill. Brooke decide di procedere col matrimonio, ma Bill infuriato con Forrester la lascia sull'altare. Nel periodo successivo Ridge e Brooke tornano in netta sintonia e decidono di sposarsi. Tuttavia la loro felicità dura ben poco: Ridge infatti, sempre più impegnato nell'estromettere Quinn dalla famiglia finisce per scambiarci pericolosi baci. Questa situazione continua per diversi mesi fino a che, quando i Forrester e gli Spencer si recano in Australia per il matrimonio di Liam e Steffy, Brooke assiste a quello che Quinn e Ridge consideravano l'ultimo bacio. Brooke decide di troncare la sua relazione con Ridge e ritorna da Bill per poi sposarlo dopo poco tempo. Successivamente Ridge salva Quinn da un armato Deacon piombato a Villa Forrester, quest'ultimo è ancora in cerca di vendetta nei confronti dell'ex moglie. Quinn è grata a Ridge ed entrambi ammettono di stimarsi e di capire che l'uno può contare sull'amicizia dell'altro. Tuttavia Sheila, tornata in città per riappacificarsi apparentemente coi Forrester, li vede e, desiderosa di tornare con Eric, comunica al patriarca che sua moglie e suo figlio hanno una relazione. Ciò costringe Ridge e Quinn a dire la verità ad Eric, quest'ultimo lascerà Quinn per poi riappacifarsi con lei diverse settimane dopo. Ridge invece verrà perdonato dal padre solo qualche mese più tardi.

### L'ottavo matrimonio con Brooke
Dopo che la Logan divorzia da Bill, Ridge vuole ritornare con Brooke e riesce a riconquistarla. I due tornano insieme ma la felicità sembra essere minata dal ritorno di Thorne. Quest'ultimo rivela a Brooke che è soprattutto grazie a lei se è riuscito ad andare avanti dopo la morte della figlia Aly e che il motivo del suo ritorno ha anche a che fare con lei. Thorne bacia Brooke ma in seguito ad una discussione con Ridge, decide di farsi da parte accettando la relazione tra il fratello e la Logan. Dopo che Ridge fa tornare a Los Angeles Hope, Brooke e Ridge decidono di sposarsi a Villa Forrester e Thorne prende parte alle nozze come testimone. Non molto tempo dopo il matrimonio, in Ridge si riaccende l'odio nei confronti di Bill. Ridge è infatti venuto a sapere che Bill ha passato una notte con Steffy. Convinto che Steffy non sarebbe mai andata a letto col suocero, Ridge pensa fermamente che Bill ha quindi violentato Steffy ed intende fargliela pagare. Una notte, dopo che Ridge è andato ad avvisare Bill di stare lontano dalla sua famiglia, qualcuno spara a Bill. Tutti i sospetti ricadono su Ridge che verrà messo in galera. Bill lascerà la situazione in questa maniera ma farà uscire Forrester di galera dichiarando che non è stato Ridge a sparargli. Colpevole infatti era stata Taylor che avvisata da Ridge su ciò che era successo tra Bill e Steffy, era tornata a Los Angeles per "parlare" con Bill.
I problemi coniugali per Ridge e Brooke arrivano quando Thomas inizia a provare dei sentimenti per Hope Logan, che poi si rivelerà una vera e propria ossessione, se Brooke sarà assolutamente contraria a questa unione, Ridge, inizialmente scettico finirà per supportare il figlio, creando così delle discordanze con la moglie. Thomas si avvicinerà sempre più notevolmente alla Logan Jr. usando anche suo figlio Douglas che ha da poco perso la madre Caroline, per intenerirla. Con una serie di trucchetti poco leciti il Forrester Jr. finirà non solo per convincere Hope che chiudere il suo matrimonio con Liam sia la decisione migliore per tutti, affinché così sia Douglas sia Kelly e Phoebe abbiano una vita migliore ma riuscirà anche a sposarla, nonostante Brooke e Liam abbiano fatto di tutto per farla desistere, a differenza di Ridge che si rivela l'unico tifosi di questa coppia. Le nozze però avrà vita breve perché quando Hope scopre il segreto sullo scambio di culle e che Thomas ne era al corrente chiederà immediatamente l'annullamento; ma il Forrester Jr. non volendo chiudere il suo matrimonio decide di affrontare la ragazza alla casa sulla scogliera dove la situazione degenera, infatti Hope cerca di scappare ma Thomas la insegue e la blocca per scusarsi con lei, in quel momento arriva Brooke per dividerli e che fraintendendo la situazione spinge il figliastro facendolo cadere dalla scogliera sotto gli occhi esterrefatti di Ridge. Questa situazione crea forti tensioni tra lui e la moglie poiché l'uomo crede che Brooke abbia spinto intenzionalmente suo figlio, ma la donna si difende dicendo che è stato un incidente e che se Thomas non avesse mantenuto il segreto sullo scambio di culle non sarebbe successo niente. Una volta risvegliatosi dal coma il ragazzo decide di non sporgere denuncia contro la matrigna per far colpo su Hope e quando Ridge chiederà alla moglie di ringraziare il figlio per non averla fatta finire in prigione, Brooke sarà categoricamente contraria e anzi rivela al marito che secondo lei Thomas voglia ancora manipolare sua figlia ed è proprio per questo che non la denuncia.

### La crisi con Brooke e l’inganno di Quinn Fuller e Shauna Fulton
Le tensioni tra Ridge e Brooke a causa del loro diverso parere su Thomas, ritenuto sempre pericoloso e manipolatore da Brooke e innocuo da Ridge, mettono a dura prova il loro matrimonio. Brooke, in un momento di debolezza, bacia il cognato Bill. Shauna Fulton, vedendoli per caso, riprende la scena col cellulare e la invia all’amica Quinn. Quest’ultima mette in atto un perverso piano per svergognare Brooke davanti a tutta la famiglia, mandando in onda sul suo tablet in soggiorno il video del bacio. Ridge, sconvolto da ciò che ha visto, sferra un pugno a Bill e si allontana da Brooke, chiedendole il divorzio, ma senza depositare i documenti. Recatosi a Las Vegas, dove si ubriaca, viene raggiunto da Shauna Fulton la quale, innamorata di lui, lo trascina a tentoni in una cappella, dove un prete compiacente li sposa; ma la vera mente di questo piano è Quinn, che incita l’amica a sposare furtivamente Ridge e dal telefono di Carter manda un messaggio a Ridge in cui si spaccia per l’avvocato affermando che i documenti del divorzio sono stati depositati e quindi Ridge è libero di risposarsi. Ritornato a Los Angeles e recuperata la sobrietà, Ridge è molto confuso dalla situazione: non ricorda la cerimonia con Shauna ed è indeciso se restare con lei o tornare da Brooke, che in fondo non ha mai smesso di amare. Brooke, ostinata a tornare con Ridge, è convinta che dietro quel matrimonio a Las Vegas ci sia qualche magagna, ma non ha prove che lo dimostrino. Shauna poco dopo, un po’ per sincero senso di colpa e un po’ per amor proprio, decide di vuotare il sacco e confessare tutto a Ridge, anche perché intanto Katie ha scoperto tutto ed è pronta a rivelarlo. Quinn invece viene scoperta da un delusissimo Eric, che la caccia di casa incapace di perdonarla per il modo in cui ha manipolato la vita di Ridge e Brooke. I due possono finalmente tornare insieme, anche perché il loro matrimonio è sempre rimasto perfettamente valido, non avendo alcun valore legale quel matrimonio-farsa a Las Vegas tra Ridge e Shauna. 

### Il nuovo ritorno di Deacon, Sheila e Taylor e l’ennesima crisi con Brooke
Qualche tempo dopo tornano in città sia Deacon Sharpe, uscito di prigione in regime di libertà vigilata, che Taylor, rientrata dopo circa due anni di assenza per stare vicino a Steffy. La giovane si è infatti sposata di recente con John Finnegan, il quale si è rivelato essere figlio biologico della terribile Sheila Carter. La dark lady, anch’essa recentemente tornata a Los Angeles, è intenzionata a costruire un rapporto con questo figlio ma, comprensibilmente, ha tutti i Forrester e i Logan contro. Brooke in particolare le intima di stare lontana dai suoi cari, memore di tutto il male che negli anni quella donna è riuscita a compiere. Ridge è furioso sia per il ritorno di Deacon che per il ritorno di Sheila. Al primo in particolare intima perentoriamente di stare lontano da Brooke, ma la donna decide invece di riaccoglierlo in casa per dare un’opportunità a lui ed Hope di ricostruire un rapporto padre-figlia, rassicurando Ridge che non permetterà a Deacon di interferire nel loro matrimonio. Ridge è molto deluso da questa scelta. Sheila invece decide di farla pagare a Brooke per averle detto di non farsi più vedere, e mette in atto un nuovo infame piano: Brooke ha ordinato una bottiglia di spumante analcolico per l’imminente festa di Capodanno e Sheila, intercettato l’ordine, sostituisce con destrezza le etichette e scambia le bottiglie di Brooke con dello spumante vero, nell’intento di far ubriacare Brooke inconsapevolmente, memore della sua passata dipendenza dall’alcool. Per un impegno urgente di lavoro Ridge è costretto a passare l’ultimo dell’anno fuori città con la delusione di Brooke, la quale tuttavia festeggia in casa con Hope, Liam, Beth, Douglas e Deacon. Il piano di Sheila funziona: Brooke finisce per alcolizzarsi e, dopo lo spumante, si dà alla Vodka insieme a Deacon. I due, pesantemente ubriachi, scambiano un bacio e vengono visti dal piccolo Douglas. Ridge il giorno seguente torna in città e Brooke, terribilmente in colpa sia per essere ricaduta nell’alcool e sia per aver baciato Deacon, rivela subito a Ridge soltanto la prima delle due colpe. Sarà invece Douglas, spinto da Thomas e Steffy che gli tirano fuori tutta la verità, a rivelare il bacio tra la nonna acquisita e Deacon. Brooke, resasi conto che il bambino potrebbe parlare, decide allora di dire tutto a Ridge, il quale è profondamente deluso e mette in pausa il loro matrimonio, lasciando il tetto coniugale e trasferendosi nella depandance di Steffy, a stretto contatto con la sua storica ex Taylor, che continua ad essere innamorata di Ridge; tra i due il tuttavia rapporto non oltrepassa mai il confine di una tenera amicizia. Brooke intanto, incapace di comprendere cosa l’abbia spinta a ricadere nell’alcool, senza il quale non avrebbe mai tradito suo marito, inizia a frequentare gli incontri degli alcolisti anonimi e continua a sperare che Ridge torni da lei. Solo dopo parecchi mesi verrà a galla l’intera verità, ossia che la colpa dell’ubriacatura di Brooke era tutta di Sheila. Ridge allora corre a dirlo a Brooke dandole un grosso sollievo, ma per il momento decide ancora di non tornare a casa da lei, e si trasferisce da Eric per decidere cosa fare della sua vita sentimentale, in quanto si trova ancora una volta, dopo trent’anni, indeciso tra Brooke e Taylor. Pochi giorni dopo Brooke scivola in casa e si frattura una caviglia, e con questo pretesto Ridge torna in pianta stabile da lei, anche se in realtà una decisione sentimentale chiara non l’ha veramente presa. Infatti, meno di un mese dopo, trovandosi a Montecarlo con Taylor per stare vicino a Steffy che è distrutta perché crede di aver perso l’amato Finn (in realtà vivo ma prigioniero di Sheila), si lascia trasportare dal luogo e bacia appassionatamente Taylor, la quale si illude di avere una nuova opportunità con lui; Ridge comunque dopo il viaggio torna a casa da Brooke e le confessa tutto, e la donna, pur ferita, lo perdona all’istante e lo riaccoglie a braccia aperte, consapevole di tutte le volte che Ridge le ha perdonato i suoi vari tradimenti. 